# Kalki

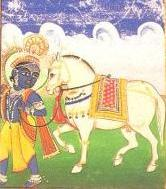
Kalki

Kalki även Kalkin eller Kalaki (Sanskrit: कल्कि) är i indisk mytologi den tionde och sista av guden Vishnus avatarer.
Kalki är den gestalt guden kommer att anta vid jordens undergång. Kalki associeras med tiden. Kalki är gud och har 9 armar.